# Clayton Kershaw
Clayton Edward Kershaw (19 de marzo de 1988) es un lanzador estadounidense de béisbol profesional que juega para Los Angeles Dodgers de las Grandes Ligas.
Kershaw debutó en Grandes Ligas en 2008 con los Dodgers de Los Ángeles. Ha ganado tres veces el Premio Cy Young y en 2014 obtuvo el reconocimiento como Jugador Más Valioso de la Liga Nacional.

## Carrera profesional

### Draft
Kershaw fue escogido por los Los Dodgers de los Angeles  como la 7.ª selección global en el draft de 2006.

### Los Angeles Dodgers (2008–Presente)

#### 2008
Debutó en Grandes Ligas el 25 de mayo de 2008, iniciando frente a los Cardenales de San Luis; lanzó seis entradas con siete ponches y permitió dos carreras. Obtuvo su primera victoria el 27 de julio, ante los Nacionales de Washington. Culminó su temporada de novato con marca de 5-5 y efectividad de 4.26 en 22 juegos.

#### 2011
En julio de 2011 recibió su primera invitación al Juego de Estrellas. Fue nombrado Lanzador del Mes de julio en la Liga Nacional al registrar marca de 4-1 en cinco aperturas y el mayor número de ponches (45) entre los lanzadores de la liga durante ese período.
Terminó el 2011 con la mejor efectividad (2.28) de las Grandes Ligas. Dominó la Liga Nacional en victorias con 21 (frente a solo 5 derrotas) y ponches (248). Solamente fue superaddo por Justin Verlander de los Tigres de Detroit en estas dos categorías. Kershaw lanzó cinco partidos completos, incluyendo dos blanqueadas, en el 2011. Recibió el Guante de Oro al mejor jugador defensivo en su posición en la Liga Nacional.
Esta temporada demostró la dedicación del joven Kershaw, quien a los 23 años recibió un premio codiciado: el Premio Cy Young al mejor lanzador de la temporada en la Liga Nacional. Su candidatura superó a dos exganadores, Roy Halladay y Cliff Lee de los Filis de Filadelfia, así como a Ian Kennedy de los Diamondbacks de Arizona.

#### 2012
En 2012, Kershaw fue nuevamente uno de los mejores lanzadores de la liga, terminando segundo en la votación por el Premio Cy Young, otorgado a R. A. Dickey de los Mets de Nueva York.
Invitado al Juego de Estrellas por segunda vez, Kershaw lideró a todos los lanzadores en el béisbol en 2012 con un promedio de carreras limpias de 2.53. Fue primero en la Liga Nacional en WHIP (1.023), y sólo Jered Weaver de los Angelinos de Los Angeles de Anaheim fue mejor que él en las Grandes Ligas. Registró marca de 14-5 con 229 ponches en 227 2⁄3 entradas lanzadas.

#### 2013
En 2013, Kershaw fue seleccionado por tercer año consecutivo al Juego de Estrellas. Terminó la temporada con marca de 16-9 en 236 entradas lanzadas, la mayor cantidad de su carrera, y lideró las mayores con 1.83 de efectividad y 0.92 WHIP. Ganó su segundo Premio Cy Young el 13 de noviembre de 2013. Al finalizar la temporada, recibió una extensión de contrato por siete años y $215 millones.

#### 2014

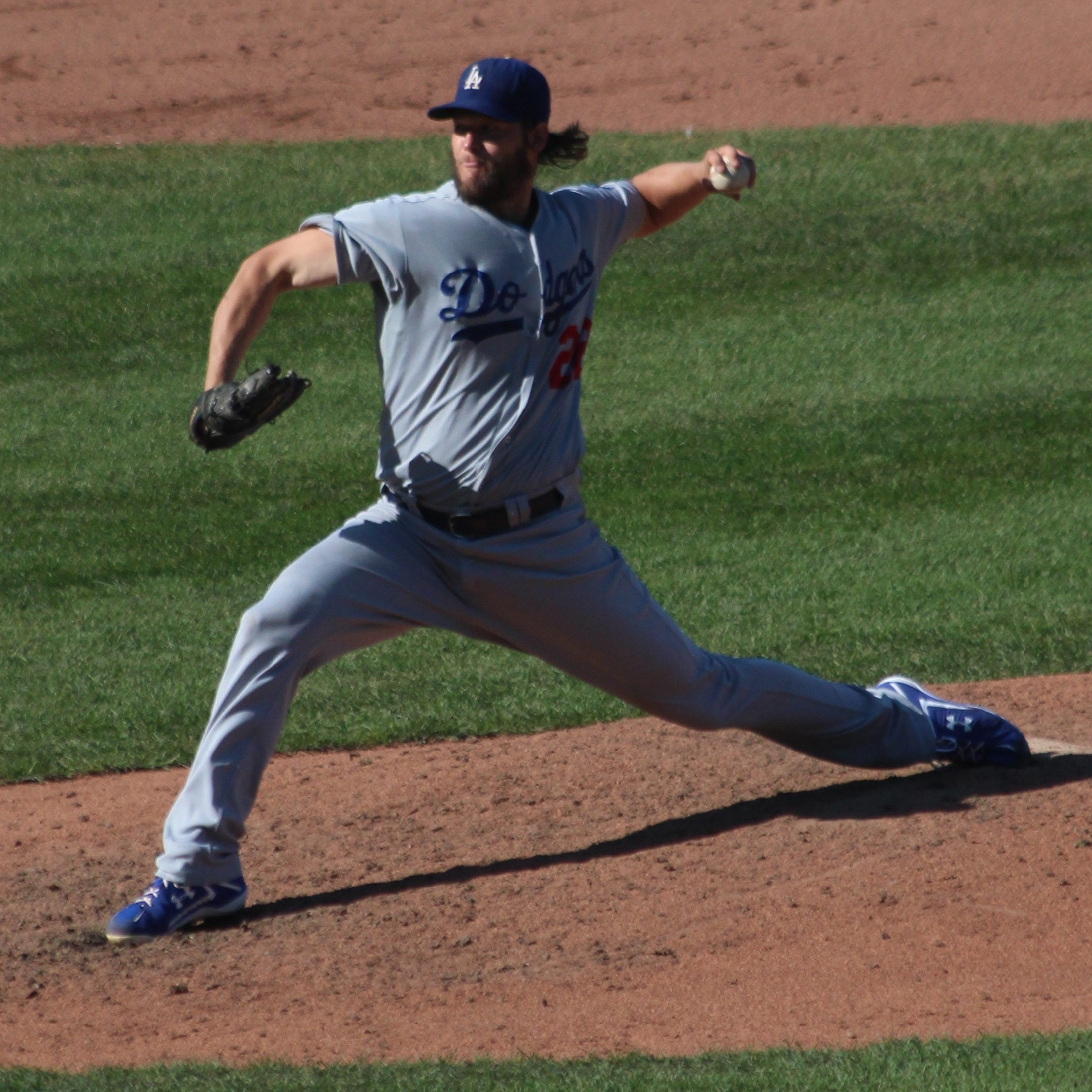
Kershaw durante su victoria 20 en 2014.

En 2014, fue nuevamente seleccionado al Juego de Estrellas. Finalizó la temporada con marca de 21-3 y efectividad de 1.77 en 27 aperturas. Lideró nuevamente la Liga Nacional en numerosas categorías, y se convirtió en el primer lanzador en la historia en ganar cuatro títulos consecutivos en efectividad. El 12 de noviembre recibió su tercer Premio Cy Young, y al día siguiente fue nombrado el Jugador Más Valioso de la Liga Nacional, el primer lanzador de dicha liga en ganar el premio desde Bob Gibson en 1968.

#### 2015
En 2015, participó en su quinto Juego de Estrellas consecutivo, uniéndose a Sandy Koufax y Fernando Valenzuela como los únicos lanzadores de los Dodgers en alcanzar dicho logro. El 4 de octubre de 2015, se convirtió en el undécimo lanzador de la historia de las Grandes Ligas en ponchar 300 bateadores en una temporada, el primero que lo logra desde Randy Johnson en el 2002. Finalizó la temporada con marac de 16-7, 2.13 de efectividad y 301 ponches en 232 2⁄3 entradas lanzadas. Culminó tercero en la votación al Premio Cy Young, detrás de Jake Arrieta y Zack Greinke.

#### 2016
En 2016, fue el abridor del juego inaugural de los Dodgers por sexta temporada consecutiva. Los Dodgers ganaron el encuentro 15-0, marcando la primera vez que el equipo gana seis juegos inaugurales de forma consecutiva, todos de ellos iniciados por Kershaw. Estableció un nuevo récord en las Grandes Ligas al registrar seis aperturas consecutivas con al menos 10 ponches y no más de una base por bolas.

#### Temporada 2017: Primera aparición en la Serie Mundial
Kershaw hizo su séptima apertura consecutiva en el Día Inaugural, empatando a Don Sutton con la mayor cantidad de aperturas consecutivas en el Día Inaugural, y a Sutton y Don Drysdale con la mayor cantidad de aperturas totales en el Día Inaugural por un Dodgers. El 2 de junio, ponchó a Jonathan Villar de los Cerveceros de Milwaukee para su ponche número 2000 en su carrera. Fue el quinto jugador más joven en la historia de las Grandes Ligas en alcanzar esa marca, así como el segundo lanzador más rápido en 2000 ponches, logrando la hazaña en 277 juegos (detrás de los 262 juegos de Randy Johnson).  Fue elegido a su séptimo Juego de Estrellas de forma consecutiva.
El 23 de julio, Kershaw abandonó el juego debido a rigidez en la espalda. El mismo día, fue colocado en la lista de lesionados de 10 días.  Regresó al montículo el 1 de septiembre,  pero a pesar de su prolongada ausencia, continuó liderando la Liga Nacional en promedio de carreras limpias y victorias. 
En 27 aperturas, tuvo marca de 18-4 con una efectividad de 2.31 y 202 ponches.  Lideró a todos los lanzadores de las Grandes Ligas en porcentaje de jugadores que quedaron en base , dejando varados al 87.4% de los corredores en base.  También lideró a todos los lanzadores de las Grandes Ligas en porcentaje de primer strike (69.4%).
En el primer partido de la Serie de Campeonato de la Liga Nacional de 2017 contra los Diamondbacks de Arizona, permitió cuatro jonrones solitarios en 6 entradas.+1 ⁄ 3 entradas, pero aun así obtuvo la victoria. Los cuatro jonrones empataron la mayor cantidad permitida en un juego de postemporada. Hizo dos aperturas más en la postemporada contra los Chicago Cubs, ambas victorias de los Dodgers, incluido el quinto juego decisivo. Permitió tres carreras en 11 entradas en los dos juegos con nueve ponches y solo dos bases por bolas.
Kershaw inició el juego inaugural de la Serie Mundial de 2017 para los Dodgers contra los Houston Astros. Ponchó a 11 bateadores en el juego sin caminar a nadie y solo permitió una carrera (un jonrón solitario) en tres hits para obtener la victoria. Sus 11 ponches fueron la tercera mayor cantidad jamás lograda por un lanzador de los Dodgers en un juego de la Serie Mundial, después de Sandy Koufax (15 en 1963 ) y Carl Erskine (14 en 1953 ). Hizo otra apertura en el quinto juego de la serie, pero esta vez no lanzó tan bien, permitiendo seis carreras y cuatro hits en 4+2 ⁄ 3 entradas. Cabe destacar que lanzó 39 sliders y generó solo un swing y falló en todo el juego. Aunque recibió críticas después de esta apertura por sus continuas luchas en postemporada, la posterior revelación del escándalo de robo de señales de los Houston Astros como un posible factor ha complicado las evaluaciones de su desempeño en este juego. Regresó en el séptimo juego para lanzar cuatro entradas de relevo sin anotaciones en el juego, y en el proceso, rompió el récord de postemporada de los Dodgers de Orel Hershiser con su ponche número 33. Sin embargo, los Dodgers perdieron el juego y la serie.
Kershaw fue seleccionado como lanzador abridor en el equipo All-MLB de Baseball America  y terminó segundo en la votación del Premio Cy Young de la Liga Nacional.

#### Temporada 2018: Segunda aparición en la Serie Mundial
Kershaw hizo su octava apertura en el día inaugural, un récord del equipo, en 2018. Permitió solo una carrera en seis entradas con siete ponches contra los Gigantes, pero aun así perdió el juego 1-0. Fue su primera derrota en el día inaugural. El 6 de mayo, Kershaw fue colocado en la lista de lesionados debido a una tendinitis del bíceps izquierdo.  Regresó al equipo para una apertura el 31 de mayo, durante la cual experimentó una recurrencia de su dolor de espalda crónico y fue colocado nuevamente en la lista de lesionados. Se reincorporo a la lista el 23 de junio.Tuvo un récord de 9-5 con una efectividad de 2.73 y 155 ponches en 2018, su total de victorias más bajo y la efectividad más alta desde 2010 y la menor cantidad de ponches desde su temporada de novato. 
En un movimiento sorprendente, Dave Roberts eligió a Hyun-jin Ryu para lanzar el primer juego de playoffs de los Dodgers de la Serie de Campeonato de la Liga Nacional 2018 contra los Bravos de Atlanta. Fue la primera vez desde 2009 que Kershaw no había iniciado el primer juego de los playoffs para los Dodgers.Comenzó el segundo juego de la serie y lanzó ocho entradas sin anotaciones mientras permitía solo dos hits.   
Luego inició el primer partido de la Serie de Campeonato contra los Cerveceros de Milwaukee, pero tuvo la apertura de postemporada más corta de su carrera, reemplazado sin outs en la cuarta entrada después de permitir cinco carreras en seis hits y dos bases por bolas. Tuvo mejores resultados en el Juego 5, lanzando siete entradas y permitiendo una carrera en tres hits y dos bases por bolas mientras que ponchó a nueve. También fue la caja de bateo dos veces como bateador, convirtiéndose en el tercer lanzador en los últimos 20 años en hacerlo en un juego de postemporada (después de Jon Lester en la NLCS de 2016 y Derek Lowe en la NLCS de 2008 ).
Kershaw hizo dos aperturas para los Dodgers en la Serie Mundial de 2018 contra los Medias Rojas de Boston. En el Juego 1 lanzó cuatro entradas y permitió cinco carreras en una derrota por 8-4.En el Juego 5 lanzó siete entradas y permitió cuatro carreras, incluidos tres jonrones cuando los Medias Rojas ganaron la Serie 4-1; fue la segunda derrota consecutiva de los Dodgers en la Serie Mundial.
El contrato de Kershaw le permitía optar por no continuar y convertirse en agente libre después de la temporada 2018, pero el 2 de noviembre él y el equipo acordaron un nuevo contrato por tres años y 93 millones de dólares. Esto extendió su contrato anterior por un año y 28 millones de dólares.

#### Temporada 2019: Más lesiones y una salida temprana de los playoffs
Kershaw sufrió una inflamación en el hombro izquierdo al principio del entrenamiento de primavera, lo que provocó que no pudiera jugar y no comenzó a lanzar en primavera hasta finales de la temporada. Como resultado, los Dodgers decidieron colocarlo en la lista de lesionados para comenzar la temporada, poniendo fin a su racha récord de los Dodgers de ocho aperturas consecutivas en el día inaugural.  Fue seleccionado para el Juego de Estrellas de la MLB de 2019 , su octava aparición en el Juego de Estrellas. 
El 14 de agosto, Kershaw obtuvo su victoria número 165 de su carrera contra los Marlins de Miami, empatando a Koufax con la mayor cantidad de la historia de un lanzador zurdo de los Dodgers. También ponchó a los primeros siete bateadores del juego, rompiendo un récord de los Dodgers previamente en manos de Andy Messersmith(1973 ) y a uno del récord de las Grandes Ligas.  Kershaw obtuvo su victoria número 166 de su carrera el 20 de agosto contra los Azulejos de Toronto, superando a Koufax con la mayor cantidad de victorias de la historia de un lanzador zurdo de los Dodgers. Ese juego también marcó solo la sexta vez en su carrera que Kershaw permitió dos jonrones en el mismo juego al mismo bateador, Bo Bichette, y solo la primera vez que Kershaw lo hizo con un novato. 
Kershaw terminó la temporada regular de 2019 con un récord de 16-5 con una efectividad de 3.03 con 189 ponches.  A la ofensiva, lideró las ligas mayores con 15 hits de sacrificio. 
En la Serie de Campeonato de la Liga Nacional contra los Nacionales de Washington, Kershaw inició el Juego 2 y entró al Juego 5 como relevista. En el Juego 2, Kershaw lanzó seis entradas y permitió tres carreras en una derrota por 4-2. En el Juego 5, entró al juego en relevo de Walker Buehler con dos outs en la séptima entrada y ponchó a Adam Eaton. En la octava entrada, Kershaw permitió jonrones en lanzamientos consecutivos a Anthony Rendón y Juan Soto para entregar una ventaja de 3-1, y los Nacionales ganaron el juego y la serie. 

#### Temporada 2020: Campeonato de la Serie Mundial
Kershaw estaba programado para comenzar el día inaugural de la temporada acortada por la pandemia de COVID-19, pero se lastimó la espalda en la sala de pesas y fue colocado en la lista de lesionados para comenzar la temporada. El 20 de agosto, superó a Don Drysdale en la segunda mayor cantidad de ponches en la historia de la franquicia. Kershaw inicio 10 juegos para los Dodgers en 2020, con un récord de 6-2, 2.16 ERA y 62 ponches.  Comenzó el segundo juego de la serie de comodines contra los Cerveceros de Milwaukee y lanzó ocho entradas sin anotaciones mientras que solo permitió tres hits y ponchó a 13.  En la Serie de Campeonato de la Liga Nacional contra los Padres de San Diego, también inició el segundo juego y permitió tres carreras en seis entradas mientras que ponchó a seis.
```
Kershaw fue descartado de su apertura programada para el Juego 2 en la 
Serie de Campeonato
 contra los 
Bravos de Atlanta
 debido a espasmos en la espalda  y comenzó el Juego 4 en su lugar, donde permitió cuatro carreras en cinco entradas para su primera derrota de la postemporada de 2020.
[
48
]
```

Comenzó el primer juego de la Serie Mundial 2020 contra los Rays de Tampa Bay, empatando a Greg Maddux en el segundo lugar de todos los tiempos con 11 aperturas del Juego 1 en la postemporada.  Permitió solo una carrera en seis entradas en el juego mientras que ponchó a ocho, en el proceso pasando a John Smoltz en el segundo lugar de todos los tiempos en ponches de postemporada con 201.
```
Kershaw comenzó nuevamente en el Juego 5, lanzando 5+
2
 ⁄ 
3
 entradas, permitiendo dos carreras en cinco hits y dos bases por bolas. Ponchó a seis en el juego para pasar a 
Justin Verlander
 con la mayor cantidad de ponches en la historia de la postemporada (207).
[
51
]
 Los 
Dodgers
 derrotaron a los Rays en 6 juegos para ganar su primer 
Campeonato de la Serie Mundial
 desde 
1988
 , con Kershaw lanzando 11.2 entradas en dos aperturas, registrando 14 ponches y permitiendo tres carreras limpias. Después de la temporada, Kershaw fue nombrado para el Segundo Equipo All-MLB.
[
52
]
```

#### Temporada 2021: Tercer año plagado de lesiones
Kershaw hizo su novena apertura del día inaugural para Los Angeles Dodgers, después de no haberlo hecho las dos temporadas anteriores debido a lesiones.  Permaneció en la rotación hasta el 7 de julio, cuando fue colocado en la lista de lesionados por una inflamación en el antebrazo izquierdo, la primera vez en su carrera que había ido a la lista de lesionados con una lesión en el brazo.  Inicialmente se esperaba que solo se perdiera un corto tiempo, pero tuvo reveses en su rehabilitación que requirieron una temporada más larga en la lista de lesionados.  Finalmente se reincorporo a la rotación de los Dodgers el 13 de septiembre, permitiendo solo una carrera en 4+1 ⁄ 3 entradas contra los Diamondbacks. Sin embargo, experimentó más dolor en el brazo en un juego del 1 de octubre contra los Cerveceros de Milwaukee, lo que le hizo abandonar el juego en la segunda entrada. Una resonancia magnética no mostró daño en los ligamentos, pero Kershaw fue colocado nuevamente en la lista de lesionados y descartado para la postemporada de 2021. Fue titular en 22 juegos para los Dodgers durante la temporada, con un récord de 10-8 y una efectividad de 3.55, la más alta desde su temporada de novato.

#### Temporada 2022: récord de ponches de la franquicia y más lesiones
El 13 de marzo de 2022, Kershaw firmó un contrato de un año por valor de 17 millones de dólares para regresar a los Dodgers.  En su primera apertura de la temporada, el 13 de abril contra los Mellizos de Minnesota, Kershaw ponchó a 13 bateadores en siete entradas perfectas antes de que el mánager lo retirara. A pesar de estar en solo 80 lanzamientos, Kershaw dijo que estaba de acuerdo con la decisión porque no se había preparado debido a un entrenamiento de primavera acortado causado por el cierre patronal de la temporada baja.
El 30 de abril, Kershaw estableció el récord de ponches de la franquicia de los Dodgers , ponchando a Spencer Torkelson de los Tigres de Detroit para superar a Don Sutton.  El 15 de julio, Kershaw tuvo cerca de otro juego perfecto contra Los Angeles Angels, donde lanzó siete entradas perfectas hasta que fue interrumpido por un doble de apertura de Luis Rengifo en la octava entrada.
Kershaw fue elegido para iniciar el Juego de Estrellas de las Grandes Ligas de Béisbol de 2022 en el Dodger Stadium. Fue su novena selección para el Juego de Estrellas y la primera vez que fue elegido para iniciar.  En su única entrada de trabajo, permitió un hit y una base por bolas con un ponche y eliminó a Shohei Ohtani de la primera base.Durante la temporada, Kershaw hizo 22 aperturas y terminó con un récord de 12-3 y una efectividad de 2.28. He had two stints on the injured list: in May due to a pelvic joint inflammation, Estuvo dos períodos en la lista de lesionados: en mayo debido a una inflamación de la articulación pélvica,  y en agosto debido a un problema en la espalda.
En la Serie de Campeonato de la Liga Nacional, Kershaw inició el Juego 2 contra los Padres de San Diego, permitiendo tres carreras y siete hits en cinco entradas. Dejó el juego empatado, con los Dodgers finalmente perdiendo el juego y luego perdiendo la serie ante los Padres tres juegos a uno. Después de la temporada, Kershaw volvió a firmar con los Dodgers, por un año y $ 15 millones, con un bono por firmar de $ 5 millones.

#### Temporada 2023: cuarto año plagado de lesiones
El 18 de abril, Kershaw registró su victoria número 200 de su carrera contra los Mets de Nueva York, convirtiéndose en el tercer lanzador en la historia de los Dodgers en lograr esa hazaña. Durante el mes de abril, Kershaw fue seleccionado como el Lanzador del Mes de la Liga Nacional.
Tuvo problemas durante el mes de mayo, registrando una efectividad de 5.55, antes de recuperarse en junio. Fue seleccionado para el Juego de Estrellas de las Grandes Ligas de Béisbol de 2023, su décima selección, empatando a Pee Wee Reese con la mayor cantidad de todos los tiempos por un jugador de los Dodgers. Antes del receso del Juego de Estrellas, fue colocado en la lista de lesionados debido a un dolor en el hombro izquierdo. El 23 de septiembre, obtuvo su victoria número 210, superando a Don Drysdale en el segundo lugar en la historia de la franquicia.Kershaw terminó la temporada regular con un récord de 13-5, una efectividad de 2.46 y 137 ponches en 131+2 ⁄ 3 entradas, su total más alto desde la temporada 2019.
Kershaw abrió la postemporada 2023 de los Dodgers con el peor comienzo de su carrera en el Juego 1 de la Serie de Campeonato de la Liga Nacional (NLCS). Permitió seis carreras contra los Diamondbacks mientras solo registró un out.Los Diamondbacks terminaron barriendo a los Dodgers en tres juegos.  En la temporada baja, el 3 de noviembre, se sometió a una cirugía en el hombro izquierdo para reparar los ligamentos y la cápsula glenohumerales.

#### Temporada 2024
Kershaw declaró que su recuperación de la cirugía y la lesión lo mantendrían fuera de acción durante al menos la primera mitad de la temporada. A pesar de eso, el 9 de febrero de 2024, volvió a firmar con los Dodgers con un contrato de un año por $10 millones con una opción de jugador para la temporada 2025.  Kershaw fue activado de la lista de lesionados el 25 de julio para hacer su debut de temporada contra los San Francisco Giants, en su primera apertura en 2024. Lanzó cuatro entradas y ponchó a seis bateadores.
```
El 31 de julio, duró solo 3+
2
 ⁄ 
3
 entradas en una derrota ante los 
San Diego Padres
, permitiendo siete carreras y sin registrar un ponche por primera vez durante una apertura.
[
76
]
 El 12 de agosto, Kershaw obtuvo su primera victoria de la temporada contra los 
Cerveceros de Milwaukee
, donde lanzó 5+
2
 ⁄ 
3
 entradas, permitiendo tres hits y una carrera limpia, mientras que ponchó a seis bateadores.
[
77
]
 El 31 de agosto, Kershaw fue colocado en la lista de lesionados de 15 días debido a un 
espolón óseo
 en el dedo gordo del pie izquierdo.
[
78
]
 Esa lesión lo mantuvo fuera de juego por el resto de la temporada. Solo logró hacer siete aperturas en 2024, lanzando 30 entradas con un récord de 2-2 y una efectividad de 4.50, todos los mínimos de su carrera.
[
79
]
```